# Aylin Tezel
Aylin Tezel (Bünde, 29 novembre 1983) è un'attrice tedesca di origine turca, attiva in campo cinematografico e televisivo.
Tra i suoi ruoli principali figurano quelli di Canan Yilmaz nel film Almanya - La mia famiglia va in Germania (2011), quello di Lara nel film Am Himmel der Tag (2012), quello di Nora Dalay nella serie televisiva Tatort (2012-...), quello di Heidi nel film Coming In (2014) e quello di Aylin nel film Macho Man (2015).
È stata pluripremiata per il suo ruolo nel film Am Himmel der Tag, per il quale ha ricevuto, tra l'altro, il premio come miglior attrice al Torino film festival (2012).

## Filmografia

### Attrice

#### Cinema
- Unschuld (2008)
- Riss – cortometraggio (2009)
- Bis aufs Blut (2010)
- Luks Glück (2011)
- Almanya - La mia famiglia va in Germania (Almanya - Willkommen in Deutschland), regia di Yasemin Samdereli (2011)
- Ameisen gehen andere Wege (2011)
- Rhinos – cortometraggio (2011)
- Drei Zimmer/Küche/Bad (2012)
- Am Himmel der Tag (2012)
- Tanz mit ihr – cortometraggio (2013)
- Coming In, regia di Marco Kreuzpaintner (2014)
- Macho Man, regia di Christof Wahl (2015)
- Robinson Crusoe (The Wild Life), regia di Vincent Kesteloot e Ben Stassen (2016)
- Il destino di un soldato (The Yellow Birds), regia di Alexandre Moors (2017)
- 7500, regia di Patrick Vollrath (2019)

#### Televisione

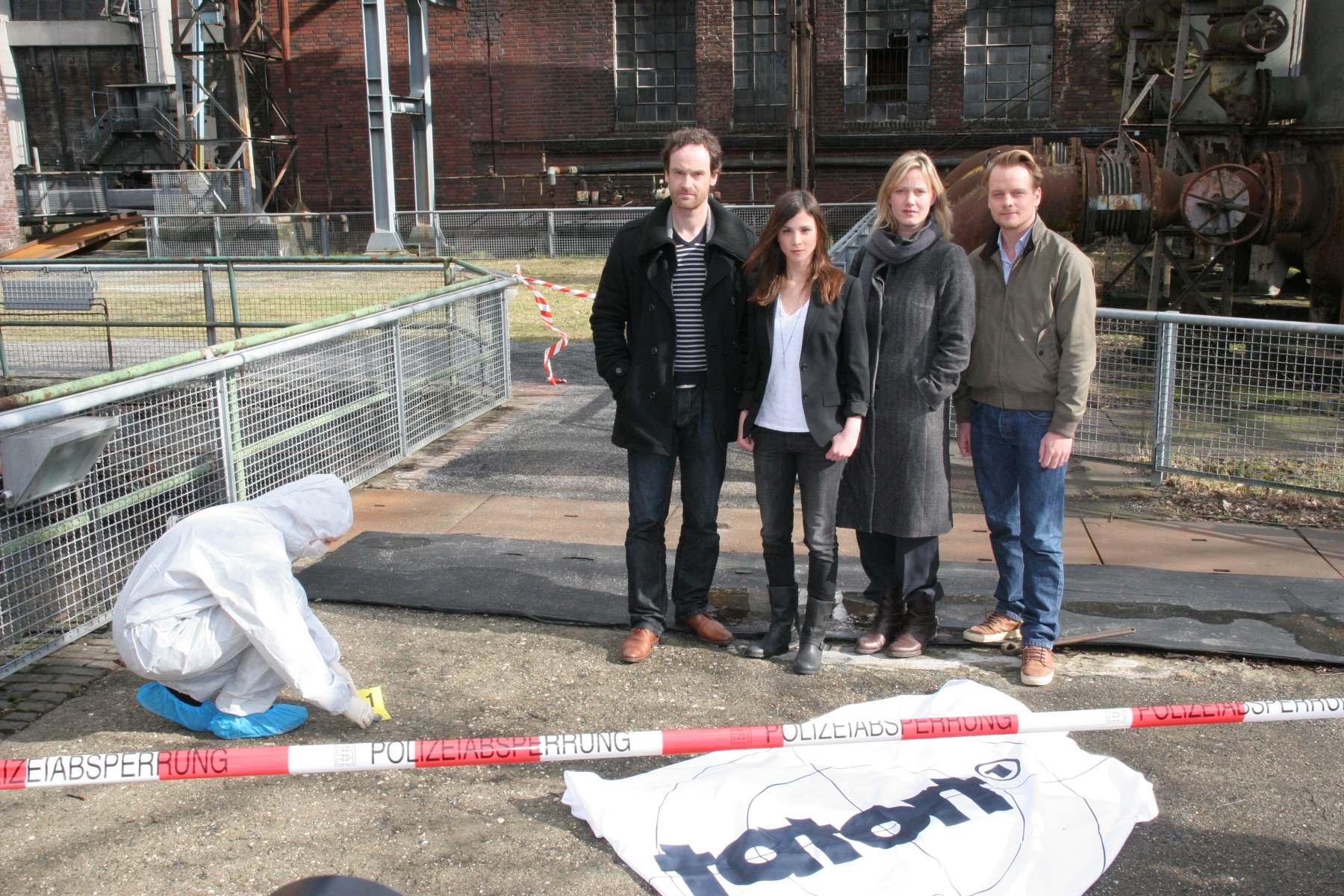
Aylin Tezel (seconda da sinistra) con il resto del cast principale della serie televisiva Tatort (da sinistra a destra: Peter Faber, Martina Bönisch e Daniel Kossik)

- Un caso per due (Ein Fall für Zwei) – serie TV, 1 episodio (2007)
- Tatort – serie TV, 16 episodi (2007-in corso)
- Bis dass der Tod uns scheidet – film TV (2008)
- Kebab for Breakfast – serie TV, 1 episodio (2008)
- Giacomo Puccini - Die dunkle Seite des Mondes – film TV (2008)
- Sui tuoi passi – film TV (2009)
- 14º Distretto – serie TV, 1 episodio (2009)
- Hamburg Distretto 21 – serie TV, ep. 05x10 (2011)
- Squadra Speciale Stoccarda – serie TV, 1 episodio (2011)
- Tiere bis unters Dach – serie TV, 1 episodio (2011)
- Bloch – serie TV, 1 episodio (2011)
- Aschenputtel, film TV della serie Le più belle fiabe dei fratelli Grimm (2011)
- Doc Meets Dorf – serie TV, 1 episodio (2013)
- Kleine Schiffe – film TV (2013)

### Regista
- Tanz mit ihr – cortometraggio (2013)

### Sceneggiatrice
- Tanz mit ihr – cortometraggio (2013)

### Produttrice
- Tanz mit ihr – cortometraggio (2013)

## Riconoscimenti
- Torino Film Festival
  - 2012 –  Premio come miglior attrice per Am Himmel der Tag[5][8][9]
- 2013 – Askania Award[10]
- 2013 – Deutscher Schauspielerpreis come miglior attrice emergente per Am Himmel der Tag[5]
- 2013 – Premio come miglior attrice al Festival Sehsüchte per Am Himmel der Tag[5][8][11]
- 2013 – Candidatura allo Hessischer Filmpreis come miglior attrice per Am Himmel der Tag[8]
- 2013 – Candidatura come miglior attrice al Preis der deutschen Filmkritik per Drei Zimmer/Küche/Bad[5][8]